# Diameter (Protokoll)
| Familie: | Internetprotokollfamilie                        |                 |                 |                 |                 |
| Einsatzgebiet: | Authentifizierung, Autorisierung und Accounting |                 |                 |                 |                 |
| Ports: | 5868 / TCP, SCTP                                |                 |                 |                 |                 |
| \| Anwendung \| Diameter \| Diameter \| Diameter \| Diameter \| Diameter \| \| Transport \| TCP \| TCP \| TCP \| TCP \| TCP \| \| Internet \| IP (IPv4, IPv6) \| IP (IPv4, IPv6) \| IP (IPv4, IPv6) \| IP (IPv4, IPv6) \| IP (IPv4, IPv6) \| \| Netzzugang \| Ethernet \| Token Bus \| Token Ring \| FDDI \| … \| |                                                 |                 |                 |                 |                 |
| Standards: | RFC 3588 (2003)                                 |                 |                 |                 |                 |
| Anwendung | Diameter                                        | Diameter        | Diameter        | Diameter        | Diameter        |
| Transport | TCP                                             | TCP             | TCP             | TCP             | TCP             |
| Internet | IP (IPv4, IPv6)                                 | IP (IPv4, IPv6) | IP (IPv4, IPv6) | IP (IPv4, IPv6) | IP (IPv4, IPv6) |
| Netzzugang | Ethernet                                        | Token Bus       | Token Ring      | FDDI            | …               |

Diameter ist ein Authentifizierungs-, Autorisierungs- und Accountingprotokoll (Triple-A-System) für die Authentifizierung von Kommunikationspartnern in einem Netzwerk.

## Name
Der Name ist ein Wortspiel mit dem Vorgängerprotokoll mit dem Namen RADIUS. Der Durchmesser (englisch diameter) ist ein Begriff aus der Geometrie, der den doppelten Radius bezeichnet und damit „zweite Generation“.

## Upgrade von RADIUS
Diameter ist zu seinem Vorgängerprotokoll Remote Authentication Dial-In User Service (RADIUS) nicht voll abwärtskompatibel. Die Vorteile von Diameter gegenüber RADIUS sind unter anderem:
- Verlässliche Transport-Protokolle (TCP oder SCTP)
- Verschlüsselung mit IPsec oder TLS
- Der 32-Bit-AVP-Adressraum (englisch attribute value pairs) ermöglicht mehr als 256 verschiedene Attribute, d. h. authentifizierbare Entitäten
- Zustandsbehaftete und zustandslose Modelle können benutzt werden
- Dynamisches Entdecken von Teilnehmern (DNS, SRV und NAPTR)
- Verhandlungsmöglichkeiten
- Fehlerbenachrichtigung
- Bessere Roaming-Unterstützung
- Leichte Erweiterbarkeit – neue Befehle und Attribute können definiert werden
- Basisunterstützung für Benutzersitzungen und Abrechnungen

## Anwendungen
- IP Multimedia Subsystem
- Mobilfunknetzen für die Signalisierung zwischen GGSN, PCEF, PCRF, OCS usw.

## RFCs
Das Protokoll erfüllt die Forderungen des AAA-Transport-Profils Authentication, Authorization, Accounting gemäß RFC 3539 und wird beschrieben mit folgenden IETF-RFC’s:
- Pat R. Calhoun, Erik Guttman, Jari Arkko, John A. Loughney: RFC: <a href='https://datatracker.ietf.org/doc/html/rfc3588' class='extiw' title='rfc:3588'>3588</a> – Diameter Base Protocol. September 2003 (aktualisiert durch <a href='https://datatracker.ietf.org/doc/html/rfc6733' class='extiw' title='rfc:6733'>RFC 6733</a>, englisch).
- RFC: <a href='https://datatracker.ietf.org/doc/html/rfc3589' class='extiw' title='rfc:3589'>3589</a> – Diameter Command Codes for 3rd Generation Partnership Project (3GPP) Release 5. September 2003 (englisch).
- RFC: <a href='https://datatracker.ietf.org/doc/html/rfc4004' class='extiw' title='rfc:4004'>4004</a> – Diameter Mobile IPv4 Application. August 2005 (englisch).
- RFC: <a href='https://datatracker.ietf.org/doc/html/rfc4005' class='extiw' title='rfc:4005'>4005</a> – Diameter Network Access Server Application. August 2005 (aktualisiert durch <a href='https://datatracker.ietf.org/doc/html/rfc7155' class='extiw' title='rfc:7155'>RFC 7155</a>, englisch).
- RFC: <a href='https://datatracker.ietf.org/doc/html/rfc4006' class='extiw' title='rfc:4006'>4006</a> – Diameter Credit-Control Application. August 2005 (englisch).
- RFC: <a href='https://datatracker.ietf.org/doc/html/rfc4072' class='extiw' title='rfc:4072'>4072</a> – Diameter Extensible Authentication Protocol (EAP) Application. August 2005 (englisch).
- RFC: <a href='https://datatracker.ietf.org/doc/html/rfc4740' class='extiw' title='rfc:4740'>4740</a> – Diameter Session Initiation Protocol (SIP) Application.. November 2006 (englisch).
- RFC: <a href='https://datatracker.ietf.org/doc/html/rfc5224' class='extiw' title='rfc:5224'>5224</a> – Diameter Policy Processing Application. März 2008 (englisch).
- RFC: <a href='https://datatracker.ietf.org/doc/html/rfc5431' class='extiw' title='rfc:5431'>5431</a> – Diameter ITU-T Rw Policy Enforcement Interface Application. März 2009 (englisch).
- RFC: <a href='https://datatracker.ietf.org/doc/html/rfc5447' class='extiw' title='rfc:5447'>5447</a> – Diameter Mobile IPv6: Support for Network Access Server to Diameter Server Interaction. Februar 2009 (englisch).
- RFC: <a href='https://datatracker.ietf.org/doc/html/rfc5516' class='extiw' title='rfc:5516'>5516</a> – Diameter Command Code Registration for the Third Generation Partnership Project (3GPP) Evolved Packet System (EPS). April 2009 (englisch).
- RFC: <a href='https://datatracker.ietf.org/doc/html/rfc5624' class='extiw' title='rfc:5624'>5624</a> – Quality of Service Parameters for Usage with Diameter. August 2009 (englisch).
- RFC: <a href='https://datatracker.ietf.org/doc/html/rfc5719' class='extiw' title='rfc:5719'>5719</a> – Updated IANA Considerations for Diameter Command Code Allocations. Januar 2010 (aktualisiert durch <a href='https://datatracker.ietf.org/doc/html/rfc6733' class='extiw' title='rfc:6733'>RFC 6733</a>, englisch).
- Victor Fajardo, Jari Arkko, John A. Loughney, Glen Zorn: RFC: <a href='https://datatracker.ietf.org/doc/html/rfc6733' class='extiw' title='rfc:6733'>6733</a> – Diameter Base Protocol. Oktober 2012 (englisch).
- RFC: <a href='https://datatracker.ietf.org/doc/html/rfc6737' class='extiw' title='rfc:6737'>6737</a> – The Diameter Capabilities Update Application. Oktober 2012 (englisch).
- RFC: <a href='https://datatracker.ietf.org/doc/html/rfc7155' class='extiw' title='rfc:7155'>7155</a> – Diameter Network Access Server Application. April 2014 (englisch).